# Eryngium amethystinum
Eryngium amethystinum o cardo amatista es una especie de hierba perteneciente a la familia Apiaceae.

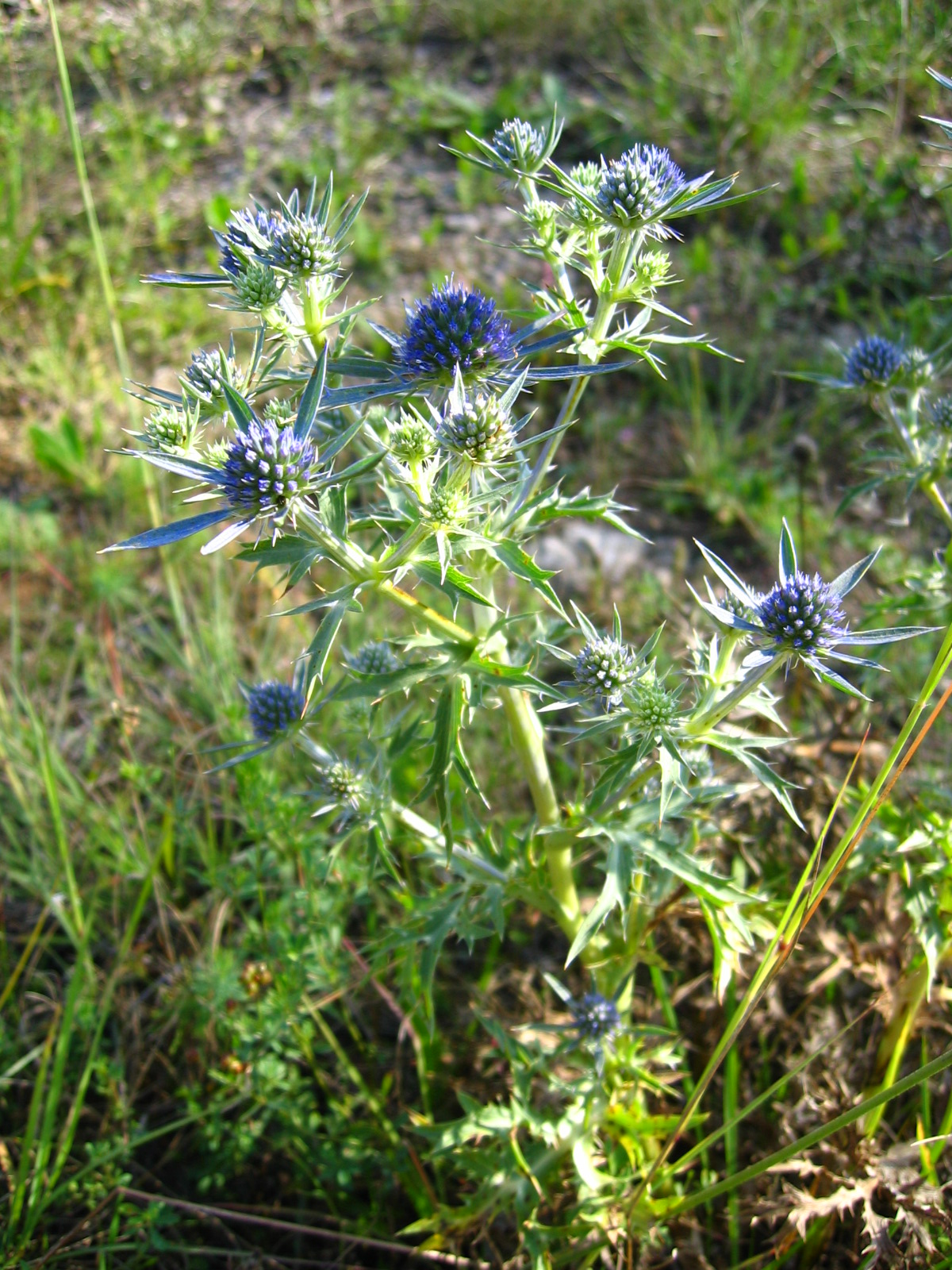
Vista de la planta

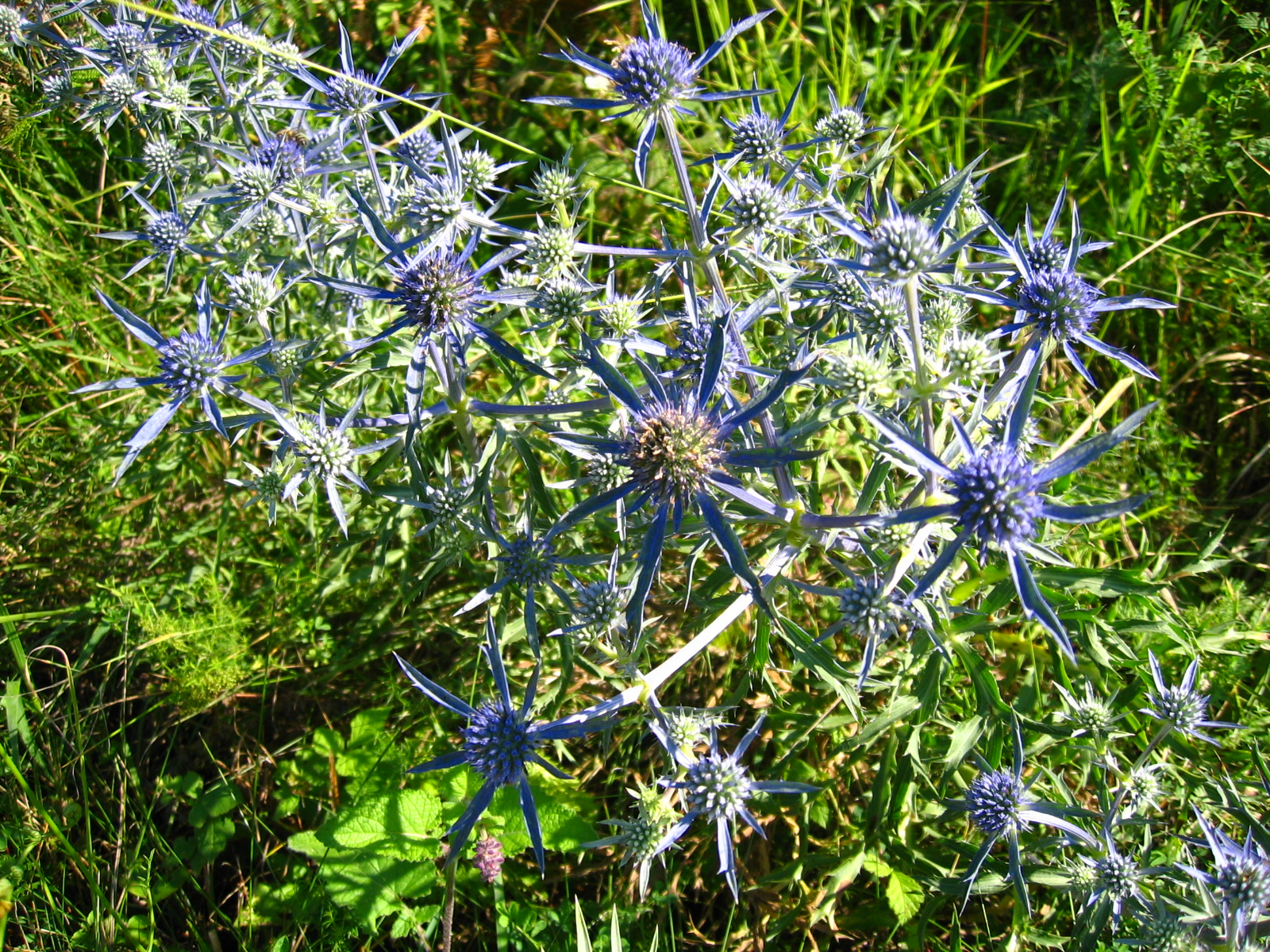
Vista de la planta

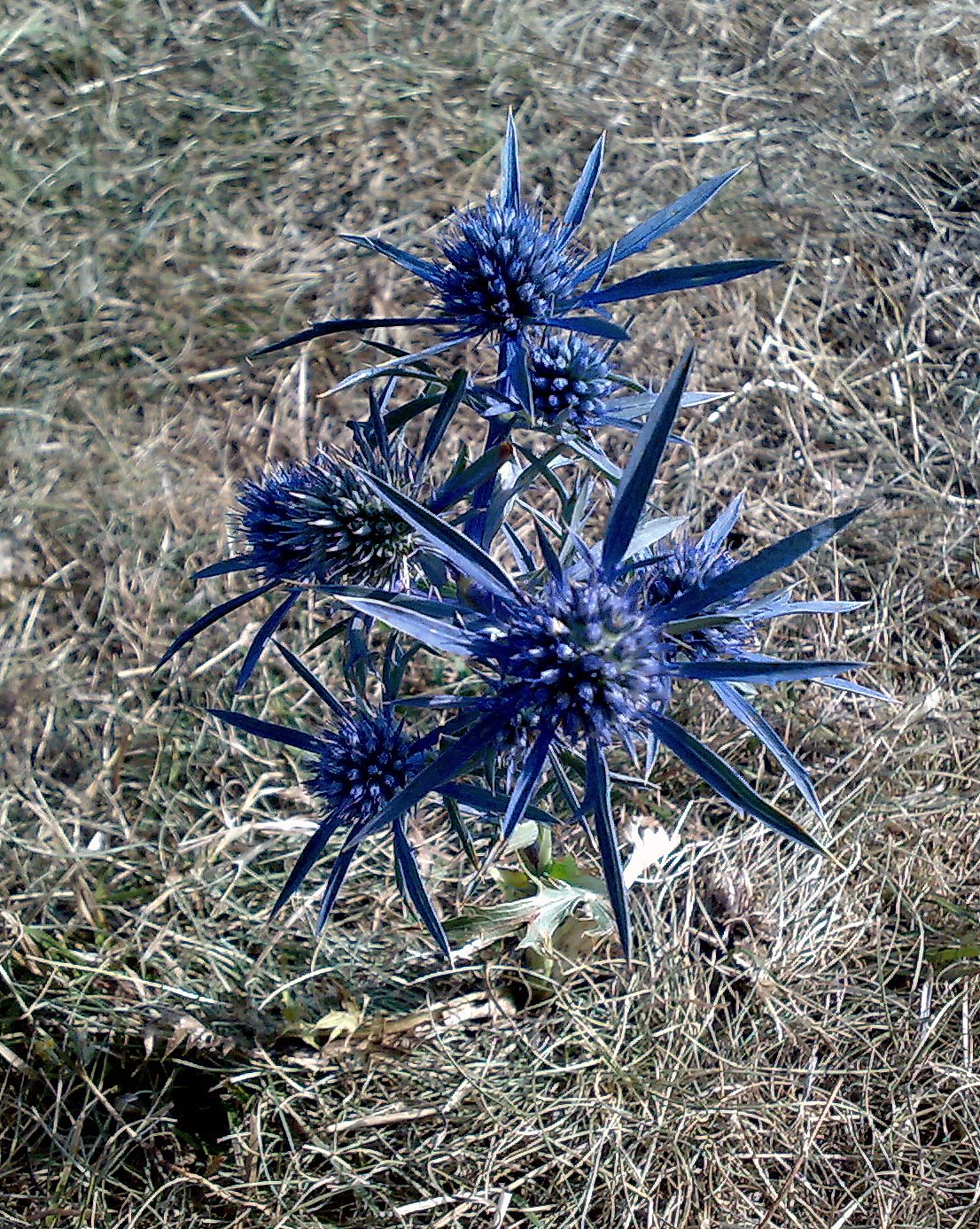
Detalle

## Descripción
Es una planta herbácea espinosa que alcanza los 30-50 cm de altura muy ramificada y de color azul claro a púrpura. Tallo erecto de 2-7 dm de altura. Hojas basales normalmente perennes, coriáceas, con foliolos , limbo de 10-15 cm de largo; folíolos lineares lanceolados, con dientes espinosos. Las cabezas florales son azules y  florecen en verano, flores pequeñas, de unos 4 mm de largo, formando cabezuelas de 1-2 cm de ancho, a las que sobrepasan 5-9 hojas periánticas de 2-5 cm de largo con 1-4 pares de pequeñas espinas en el margen. Fruto de 4-5 mm de largo, con escamas membranosas. El Eryngium creticum , más tierno, con hojas basales no segmentadas y que no tardan en marchitarse y con cabezuelas más pequeñas se encuentra también en el Mediterráneo oriental, especialmente en Grecia. Son muy apreciadas por las abejas.

## Distribución
Es nativa del este del Mediterráneo  hasta Italia donde crece en lugares soleados ricos en calcio.

## Hábitat
Suelos secos sobre cal.

## Propiedades

### Farmacia
- Sustancias: saponinas, inulina, resina, goma, taninos, sacarosa.
- Propiedades curativas: diurética, espasmolitica, sudorífica.
- Partes utilizadas: la raíz.

### Gastronomía
La raíz es comestible si se ha hervido durante mucho tiempo.

### Jardinería
Esta planta es utilizada con frecuencia para arreglos florales secos, ya que conserva su bello color por mucho tiempo.  Pero también es utilizada en jardín de rocas (las primeras noticias acerca de su introducción en los jardines europeos se remontan a 1650) ya que requiere poco cuidado: puede fácilmente soportar las temperaturas mínimas y también son muy rígidas.

## Taxonomía
Eryngium amethystinum fue descrita por Carlos Linneo y publicado en Species Plantarum 1: 233. 1753.

### Etimología
Eryngium: nombre genérico que probablemente hace referencia a la palabra que recuerda al erizo: "Erinaceus" (especialmente desde el griego "erungion" = "ción"), sino que también podría derivar de "eruma" (= protección), en referencia a la espinosa hojas de las plantas de este tipo.
amethystinum: epíteto viene del particular color violeta-azulado de su inflorescencia.
Sinonimia
- Eryngium glomeratum Lam. (1798)
- Eryngium multifidum Sibth. & Sm.[2]
- Erysimum pallescente[3]
- Eryngium australe Wulfen & West ex Schult.
- Eryngium caeruleum Link
- Eryngium dilatatum Guss.
- Eryngium orientale Mill.[4]

## Nombre común
- Español:cardo amatista
- escorzonera de México[5]